# Morkůvky
Morkůvky – wieś na Morawach, w Czechach, w kraju południowomorawskim. Według danych z 3 lutego 2006 liczba jego mieszkańców wyniosła 460 osób.